# 不可能図形

2つの有名な不可能図形。ペンローズの三角形とブリヴェット（悪魔のフォーク）

不可能図形 (ふかのうずけい、英: impossible figure) または不可能物体 (ふかのうぶったい、英: impossible object) は一種の錯視であり、視覚によって3次元の投影図として解釈されるような2次元の図形だが、実際にはそのような3次元物体は（少なくとも視覚が解釈した通りには）実在不可能である。
多くの場合、そのような図を目にして数秒後にはそれが不可能だとわかる。しかし矛盾すると気づいた以後も、3次元物体としての最初の印象が持続する。中にはすぐには不可能物体だと気づかれない巧妙な例もあり、その場合は描かれているものを幾何学的に精査しないと不可能かどうかが判明しない。
不可能物体は、心理学者、数学者、美術家などが興味の対象としており、一つの分野に留まるものではない。

## 主な例

ある角度から見ると、幾何学の法則を無視しているように見える立方体

主な不可能図形として次のものがある。
- ネッカーの立方体
- ペンローズの階段
- ペンローズの三角形
- ブリヴェット（悪魔のフォーク）

## 歴史

ペンローズの階段

スウェーデンの芸術家オスカー・ロイテスバルトが初めて意図的に多数の不可能物体をデザインした。そのため「不可能図形の父」と呼ばれている。1934年、ロジャー・ペンローズより先にペンローズの三角形を描いている。ただしロイテスバルトのものは、立方体を並べて三角形を形成している。
1956年、イギリスの精神科医ライオネル・ペンローズとその息子で数学者のロジャー・ペンローズが British Journal of Psychology 誌に Impossible Objects: A Special Type of Visual Illusion（不可能物体: 錯視の特殊な種類）と題した短い論文を投稿した。この論文にはペンローズの三角形とペンローズの階段のイラストが添えられていた。この論文はそのような図形を作品でよく描いていたエッシャーに言及しているが、ロイテスバルトについては知らなかったため言及していない。この論文は1958年に掲載された。
オランダの芸術家M・C・エッシャーは不可能図形的な要素を取り入れた版画を1930年代から描き続けていた。1957年、初めて真の不可能物体を含む版画「立方体とマジックリボン」を制作した。その後も不可能物体を含む版画を描き続け、時には全体が不可能図形となっているものもある。彼の作品によって、不可能物体が一般に知られるようになった。現代の芸術家にも不可能図形を試している者がおり、例えばヨース・ド・メイ、福田繁雄、サンドロ・デル＝プレーテ、イシュトヴァーン・オロスなどがいる。
これら不可能立体を平面に実現するのとは逆に杉原厚吉は、ペンローズの階段などの不可能図形を実物の立体として画像認識システムが誤認識したことを切っ掛けに、それらの不可能図形の立体模型を製作している。

## フィクションにおける言及
- 1982年の『ドクター・フー』のエピソード Castrovalva では、表題の街に不可能な建築物が建っている。エッシャーの「物見の塔」、「上昇と下降」、「相対性」を再現し、物語も再帰にこだわった展開となっていた。なお、このエピソードのタイトルはエッシャーの同名の作品（英語版）から取られたものであるが、この作品はイタリア・アブルッツォ州の同名の村を描いた通常の風景画であり、不可能物体を扱った作品ではない。
- 『新スタートレック』のエピソード「ボーグ"ナンバー・スリー"」では、ボーグを全滅させる案として、非常に複雑な不可能物体の絵を見せるという案が検討されるが、実施されなかった。
- コンピュータゲーム「ディアブロ2」には不可能物体の迷宮が登場する。
- アラン・ムーアのミニシリーズ 1963 では、不可能物体のような形状の宇宙ステーションに暮らす Hypernaut という生命体が登場する。
- 『ザ・シンプソンズ』のエピソード「ハロウィーン・スペシャルVIII〜恐怖の世界〜」には悪魔のフォークが画面に登場するシーンがある。また、「担任になったマージ」ではエッシャーの描くようなリビングルームを走り抜けるシーンがある。映画版『ザ・シンプソンズ MOVIE』には無限に階段が続く不可能な家が登場する。
- PSPおよびプレイステーション3用ゲーム『無限回廊』は不可能物体を中心とする錯視をテーマとしている。
- 1986年の映画『ラビリンス/魔王の迷宮』（ジム・ヘンソン監督）にはエッシャーの作品「相対性」に基づいたシーンがあり、不可能な階段が描かれている。
- スマートフォン向けゲーム『Monument Valley』に登場するステージは、主に不可能図形からなっている。